# Práva otců
Práva otců představují důležitou součást rodinného práva, která ovlivňuje otázky péče o dítě, styku s dítětem a rovnosti pohlaví v rodičovských povinnostech.
V České republice je právní úprava práv otců zakotvena především v občanském zákoníku zákon č. 89/2012 Sb. a zákoně o nemocenském pojištění zákon č. 187/2006 Sb.
Klíčové aspekty zahrnují:
- Uznání otcovství
- Rodičovská odpovědnost
- Právo dát dítěti příjmení a jméno
- Právo na péči
- Otcovská dovolená
- Rodičovská dovolená

## Uznání otcovství
Právní úprava určování otcovství je založena na třech právních domněnkách, které vycházejí z pravděpodobnosti a lze je vyvrátit. Tyto domněnky se uplatňují postupně v daném pořadí.
1. První domněnka otcovstvíTato domněnka vychází ze statusového poměru manželství. Za otce dítěte se tedy má manžel matky. Platí to v případě, že se dítě narodilo v průběhu manželství nebo nejpozději do 300 dnů po jeho ukončení. Manželství může skončit rozvodem, úmrtím jednoho z manželů nebo prohlášením za mrtvého, rozhodnutím o neplatnosti manželství či prohlášení manžela matky za nezvěstného.
2. Druhá domněnka otcovstvíTato domněnka otcovství staví na autonomii vůle rodičů a jejich rovnosti. Pokud dítě nemá určeného otce a nenarodilo se v manželství, mohou matka a muž, který se považuje za otce, společně prohlásit své otcovství. Tuto skutečnost mohou oba potvrdit společným prohlášením učiněným před soudem nebo před matričním úřadem.
3. Třetí domněnka otcovstvíTato domněnka otcovství je založena na skutečnosti, že muž měl pohlavní styk s matkou dítěte v určité době před porodem. Pokud mezi tímto stykem a narozením dítěte uplynulo alespoň 160 dní, ale ne více než 300 dní, je daný muž považován za otce. Tato domněnka se uplatňuje pouze tehdy, pokud dítě dosud nemá právně určeného otce.

## Rodičovská odpovědnost
Rodiče mají vůči dítěti soubor práv a povinností, které zahrnují péči o jeho zdraví a vývoj po všech stránkách – tělesné, citové, rozumové i morální. Zodpovídají také za jeho ochranu, výchovu, vzdělání, určování místa pobytu, zastupování a správu jeho majetku. Tato rodičovská odpovědnost vzniká narozením dítěte a končí ve chvíli, kdy dítě získá plnou svéprávnost. Oba rodiče mají stejnou rodičovskou odpovědnost, pokud jí některý z nich nebyl zbaven soudním rozhodnutím.

## Právo dát dítěti příjmení a jméno
Dítě dostává příjmení, které rodiče mají společné, nebo to, které si určili pro své děti. Jméno dítěte volí rodiče do jednoho měsíce po narození vzájemným souhlasem. Pokud se nedohodnou, rozhodne o jménu i příjmení dítěte soud. 

## Právo na péči
Soudy při rozvodu často rozhodují o tom, zda bude dítě svěřeno do péče jednoho z rodičů, nebo zda bude zvolena střídavá péče.
Střídavá péče spočívá v tom, že dítě žije střídavě u každého z rodičů, přičemž s každým rodičem tráví přibližně stejný čas. Například může pobývat týden u matky a týden u otce. Tento model funguje zejména tehdy, pokud:
- oba rodiče dokážou zajistit péči o dítě a mají o něj zájem
- rodiče jsou schopni spolu komunikovat a spolupracovat
- dítě se dokáže bez větších problémů přizpůsobit změnám prostředí

Při výlučné péči je dítě svěřeno jednomu z rodičů, zatímco druhý má právo se s ním vídat a současně je povinen finančně přispívat na jeho potřeby. Tento typ péče se obvykle volí, pokud:
- jeden z rodičů nemůže nebo nechce o dítě pečovat
- dítě má silnou citovou vazbu k jednomu z rodičů a jakákoli změna by pro něj byla příliš zatěžující [6]

## Otcovská dovolená
Na otcovskou dovolenou, tzv. otcovskou poporodní péči, mají otcové v České republice nárok od roku 2018, kdy byla zavedena jako dávka nemocenského pojištění. Náleží otci dítěte zapsanému v rodném listě nebo osobě, která převzala dítě do péče nahrazující péči rodičů. Dávka trvá 14 kalendářních dnů a lze ji čerpat do 6 týdnů po narození dítěte. Nástup si určuje pojištěnec podle vlastního rozhodnutí. Nárok na dávku nezaniká ani v případě, že se dítě narodí mrtvé nebo zemře do šesti týdnů od porodu. Podmínkou je účast na nemocenském pojištění ke dni nástupu, u osob samostatně výdělečně činných musí tato účast trvat alespoň tři měsíce předem.

## Rodičovská dovolená
Otec dítěte, stejně jako matka, má právo čerpat rodičovskou dovolenou od narození dítěte až do jeho tří let. K tomu je nutné podat písemnou žádost, a to nejméně 30 dní před plánovaným nástupem, pokud tomu nebrání závažné okolnosti na straně otce. V žádosti je třeba uvést délku trvání rodičovské dovolené, přičemž ji lze podat opakovaně. Během jejího čerpání je otec, stejně jako matka, v ochranné době, což znamená, že je chráněn před výpovědí ze zaměstnání.